# M/S Crown Seaways
M/S Crown Seaways je ro-ro brod/putnički brod hrvatske proizvodnje. Izgrađen je u Brodosplitu, u Brodogradilištu specijalnih objekata. IMO broj mu je 8917613. MMSI broj je 219592000. Plovi pod danskom zastavom. Matična mu je luka Kopenhagen. Putnički je brod za kružna putovanja. Pozivni znak je OXRA6.
Brodovi blizanci su M/S Amorella, M/S Isabella i M/S Gabriella, svi izgrađeni u splitskom brodogradilištu. Porinut je pod imenom Crown of Scandinavia i ime je nosio do 7. siječnja 2013., pa je nosio imena Boswn Seaways, Crown CB, Crown Ne00, Crown F, Crown, Crown E, Crown BGGP (zadnji put 10. studenoga 2018.) i nakon toga Crown Seaways.
Sagrađen kao novogradnja br. 373 za švedskog naručitelja Swed Link AB iz Malmöa. Četvrti je od četiri broda blizanca. Napravljena je za švedskog naručitelja. Isporuka je kasnila i bila je upitna zbog velikosrpske agresije na Hrvatsku. Isporučen je 1994. godine. 
Kad je izgrađena, imala je 4105 dwt.
Brod može primiti skoro dvije tisuće putnika i četiristo vozila, što je bio vrhunac u ono vrijeme. Opremljen je raskošnim kabinama, konferencijskim dvoranama, prodavaonicama, malim ugostiteljskim objektima (barovi i restorani), dječjim igraonicama i kasinom. Bruto-tonaže (gross tonage) je 35498 tona, a nosivosti 4105 tona (poslije 2940) dwt. Gaz je 6,30 metara.
Jedan je četiriju brodova blizanaca za prijevoz osoba i prometala za baltičke kompanije Viking Line, Swed Link i Sealink, koju je američki pomorski časopis Maritime Reporter and Engineering News nagradio nazivom brod godine (Ship of the Year) - Amorellu za 1988., Isabellu za 1989. i Frans Suell za 1992. godinu.

## Vanjske poveznice
- Brodosplit Galerija: Frans Suell (u međumrežnoj pismohrani archive.org 14. ožujka 2016.)
- (engl.) Crown Seaways - Ro-Ro/Passenger Ship, MarineTraffic
- Færgelejet
- DNV GL